# Louis Galloche

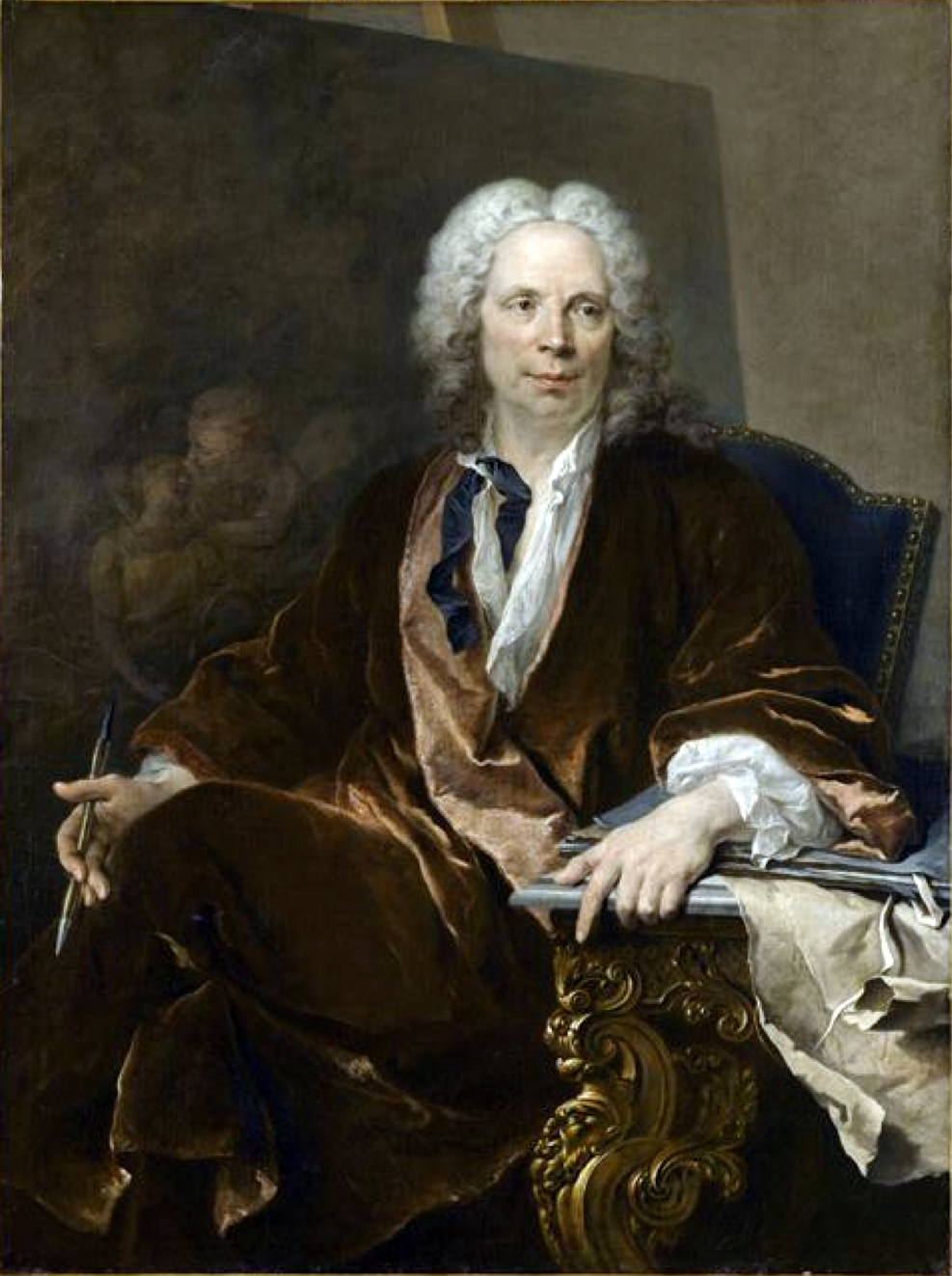
Bildnis von Louis Galloche von Louis Tocqué, 1734

Louis Galloche (* 24. August 1670 in Paris; † 21. Juli 1761 in Paris) war ein französischer Maler.
Er ist vor allem als Lehrer von bedeutenden Malern wie François Lemoyne, Charles-Joseph Natoire und François Boucher bekannt.

## Leben

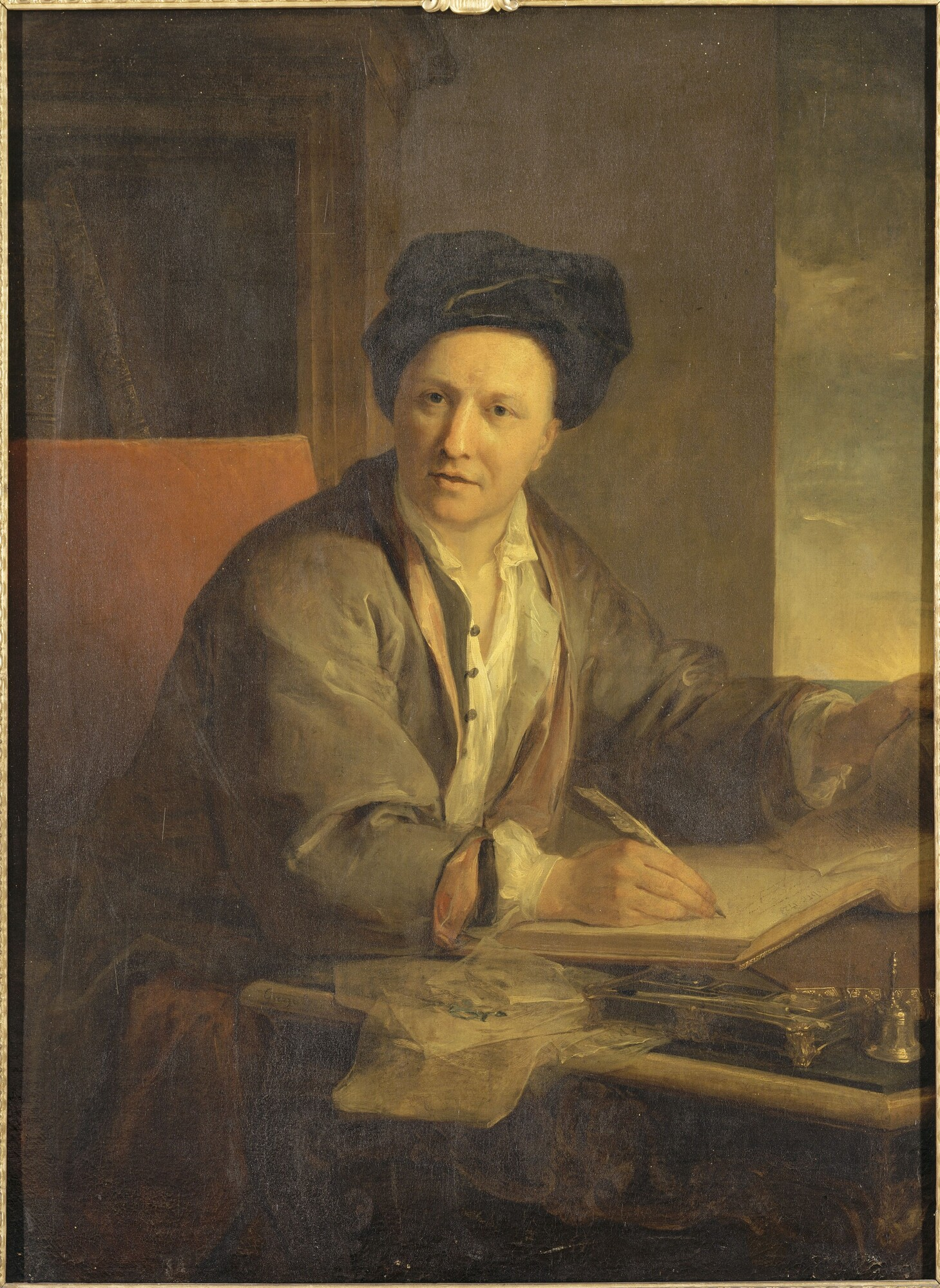
Louis Galloche: Porträt des Schriftstellers Bernard le Bovier de Fontenelle

Louis Galloche war von seinem Vater, einem Holzschnitzer für eine geistliche Laufbahn vorgesehen. Als Dreizehnjähriger erhielt er die Tonsur.
Aufgrund seiner Begabung verließ er die Theologie und trat in die Malschule von Louis de Boulogne ein. 1695 wurde sein Bild Die Söhne Jakobs bringen ihrem Vater den Rock Josephs mit einem ersten Preis ausgezeichnet. Nach einem Italienaufenthalt kehrte er nach Paris zurück, wo er eine eigene Malschule eröffnete.
1711 wurde er in die Académie Royale aufgenommen, 1720 zum Professor, 1746 zum Rektor und 1754 zum Kanzler ernannt. Galloche schuf zahlreiche Gemälde mit historischen und religiösen Motiven. Nachdem er im Alter von 80 Jahren gesundheitsbedingt nicht mehr malen konnte, verfasste er fünf Diskurse, die an den Konferenzen der Akademie gelesen wurden.